# Sophie Bryant
Pour les articles homonymes, voir Bryant.
Sophie Willock Bryant (15 février 1850, Dublin – 14 août 1922, Chamonix, France) est une mathématicienne, éducatrice, féministe et militante anglo-irlandaise. Elle dirige la North London Collegiate School de 1895 à 1918.

## Enfance et formation
Née Sophie Willock, à Sandymount, au sud de Dublin, en 1850, son père est le Révérend Dr William Willock DD, fellow et professeur au Trinity College, à Dublin.
Elle est instruite à la maison, en grande partie par son père. Sa famille s'installe à Londres, où son père est nommé professeur de géométrie à l'université de Londres en 1863, et Sophie Bryant suit les cours au Bedford College. En 1869, âgée de dix-neuf ans, elle épouse le Dr William Hicks Bryant, un chirurgien plus âgé de dix ans, qui meurt d'une cirrhose l'année suivante, en 1870,.

## Carrière
En 1875, Bryant devient enseignante et elle est invitée par Frances Buss à se joindre à l'équipe du North London Collegiate School tout en se formant au College of Preceptors. En 1885, elle succède à Frances Buss en tant que directrice de North London Collegiate School, fonction qu'elle occupe jusqu'en 1918.
Lorsque l'université de Londres ouvre les portes de ses cours de licence aux femmes en 1878, elle est devenue l'une des premières femmes à obtenir la mention très bien, en sciences mentales et morales, en même temps qu'un diplôme en mathématiques, en 1881, et trois ans plus tard, elle obtient un doctorat en sciences. En 1882, elle est la troisième femme à être élue à la London Mathematical Society, et elle est la première femme membre à publier son premier écrit avec la Société en 1884.
Sophie Bryant a été une pionnière dans l'éducation pour les femmes. Elle a été la première femme à recevoir un doctorat en sciences en Angleterre, l'une des trois premières femmes à être nommée à une commission royale, la commission Bryce sur l'Enseignement secondaire, en 1894-1895 ; et l'une des trois premières femmes à être nommée au Sénat de l'Université de Londres. Lorsque le Trinity College de Dublin a ouvert ses cursus aux femmes, Bryant a été l'une des premières à recevoir un doctorat honoris causa. Elle a également joué un rôle dans la mise en place du Cambridge Training College for Women à Cambridge. 

## Travaux en psychologie
Elle fait partie des dix membres fondateurs de la British Psychological Society, société savante et professionnelle britannique de psychologues. Les membres fondateurs qui se sont réunis le 24 octobre 1901, à l'University College de Londres : Robert Armstrong-Jones, W. R. Boyce Gibson, Frank Noel Hales, William McDougall, Frederick Walker Mott, William Halse Rivers Rivers, Alexander Faulkner Shand, William George Smith et James Sully.
Elle collabore avec James McKeen Cattell dans Mental association investigated by experiment, Mind, 14, 249-50 (1889). Trois ans plus tôt elle a écrit sur Experiments in testing the character of school children, Journal of the Anthropological Institute, 15, 338-49 (1886). Elle prend part aux premières expérimentations la mémoire des chiffres (digit span), ainsi que le rapporte J. Jacobs dans Mind, 12, 75-9 (1886). Elle participe aux premières applications du coefficient de corrélation en biologie. En utilisant les données de W.F.R. Weldon sur les mesures de crevettes, elle écrit An example in "correlation of averages" for four variables, Philosophical Magazine Series 5, 36, 372-77 (1893). Dr Bryant est membre du premier comité de cinq membres de la British Psychological Society.

## Activités
Elle s'intéresse à la politique irlandaise, écrit des livres sur l'histoire Irlandaise et les anciennes lois  irlandaises, et elle s'engage en faveur du Home Rule défendu par le premier ministre britannique, Gladstone. Elle soutient le droit des Irlandais à se gouverner et l'action de la United Irish League (en).
Elle est présidente de la section locale pour Hampstead de National Union of Women's Suffrage Societies et soutient le droit de vote des femmes, mais en préconise le report jusqu'à ce que les femmes soient mieux éduquées. 
Bryant aime l'activité physique et le plein air. Elle pratique l'aviron et la nage, et est également réputée avoir été l'une des premières femmes à posséder une bicyclette au Royaume-Uni. Elle fait de l'escalade, et gravit deux fois le mont Cervin. Elle meurt dans un accident de randonnée dans les Alpes, le 14 août 1922, son corps est retrouvé le 28 août 1922.

## Publications
- Celtic Ireland
- Educational ends; or, The ideal of personal development
- Experiments in testing the character of school children
- How to read the Bible in the twentieth century
- Ireland and the Ulster legeng or the truth about Ulster : statistical tables compiled from parliamentary blue books and white papers, etc
- Liberty, order & law under native Irish rule; a study in the book of the Ancient laws of Ireland
- Moral and religious education, 1920
- Papers of Mary Josephine (Min) Ryan, Tomcoole, Co. Wexford
- Short studies in character
- Sophie Bryant, D.Sc., Litt. D., 1850-1922 [a memorial volume]
- The genius of the Gael : a study in Celtic psychology and its manifestations
- The Inverse socratic method in teaching
- The secondary education of girls
- The teaching of Christ on life and conduct
- The teaching of morality in the family and the school

### Lecture supplémentaire
- (en) « Bryant [née Willock], Sophie (1850–1922) », dans Oxford Dictionary of National Biography, Oxford University Press, 2004 (lire en ligne )
- (en) P. Rothman, « So work the honey bees………building roofs of gold: the story of Sophie Bryant », The London Mathematical Society Newsletter, vol. 311,‎ janvier 2003, p. 14–16
- (coll.) Sara Annie Burstall & al., Sophie Bryant D.Sc, Litt.D, 1850–1922, North London Collegiate School, 1922.